# Jackson Yee
Yi Yangqianxi (en chino, 易烊千玺; pinyin, Yì Yángqiānxǐ) (Huaihua, Hunan, China, 28 de noviembre de 2000), más conocido como Jackson Yee, es un popular cantante y actor chino. Después de que un gestor de talentos lo descubriera en un concurso de talentos infantiles, donde realizó un baile de hip-hop, y firmara con TF Entertainment, Yee se convirtió en el miembro más joven del trío TFBoys en 2013.
Recibió elogios de la crítica por su actuación en Better Days, A litted red flower, y Nice View. Fue parte del elenco principal de The Battle at Lake Changjin, que se convirtió en la película china más taquillera de todos los tiempos. Es la segunda película más taquillera de 2021. Su secuela The Battle at Lake Changjin II, actualmente es la tercera película más taquillera de 2022.
Yee ocupó el octavo lugar en la lista Forbes China Celebrity en 2019, y el primero en 2020 y 2021. Según los informes de los medios chinos, actualmente es una de las estrellas con más valor comercial en China. Es la séptima persona con más seguidores en Weibo, acumulando 86,9 millones.

## Biografía
En 2015, se unió al "Meixihu High School", la cual está adjunta a la Universidad Normal de Hunan hasta 2018. Desde 2018, se entrena en "The Central Academy Of Drama", en el departamento de actuación.

## Carrera
Es miembro de la agencia "TF Entertainment" desde 2013. 
En noviembre del 2019 se anunció que tendría su primera figura de cera en el Madame Tussauds Shanghái, como su personaje en la película "Better Days", Xiao Bei.

### Cine y televisión
Debutó como una estrella infantil apareciendo en varios programas de variedades. 
En marzo de 2012, participó en el reality show "Up Young" quedando en el Top 100, sin embargo a pesar de quedar eliminado atrajo la atención de la agencia TF Entertainment y fue invitado a una audición con la compañía. Y de "Jackson Yee Studio" desde 2017, luego de que en septiembre del mismo año anunciara que había establecido su propio estudio independiente para sus actividades en solitario.
En 2014, realizó un cameo en la webserie Hi-Tech Belle donde dio vida al hermano menor de Lee Kenan. Ese mismo año participó en un concurso de baile callejero en Beijing el cual ganó. 
En 2015, prestó su voz para realizar el doblaje en mandarín del personaje del Pequeño Príncipe en la película animada The Little Prince.
El 21 de febrero del mismo año apareció por primera vez como invitado en el programa Happy Camp durante el episodio "Li Yifeng and Tiffany VS TFBoys" junto al actor Li Yifeng y sus compañeros de TFBOYS: Karry Wang y Roy Wang. Poco después el 28 de marzo del mismo año volvió a aparecer en el programa junto a TFBOYS. El 29 de julio de 2017 realizó su tercera aparición en el programa con Ma Sichun, Zhou Dongyu, Dou Jingtong y Mark Chao. Posteriormente el 5 de agosto apareció junto a TFBOYS, Li Yuchun, YIF, MCTianyou, Tang Guoqiang, Liu Haoran, Guan Xiaotong, Zeng Shunxi y Phoenix Legend, y poco después el 12 de agosto nuevamente con TFBOYS, Zhang Zifeng, Tang Yuzhe, Li Fei'er, Yang Di, Victoria Song, Chen Ruolin, Qiao Shiyu, Chen Geng y Liu Ye.
En 2016, apareció en la serie Noble Aspirations donde dio vida a Xiao Qi, el hermano menor de Liu Wei (Ren Jialun), un demonio zorro salvaje que es salvado por Zhang Xiaofan (Li Yifeng). 
En 2017, realizó un cameo en la serie Song of Phoenix donde interpretó al poeta Qu Yuan de joven. El actor Ma Ke interpretó a Yuan de adulto. 
En 2018, se unió como mentor de baile del programa Street Dance of China. En 2019, aparecerá en la película romántica Shao Nian De Ni, la cual estará basada en la novela china "In his youth, in her beauty".
El 25 de octubre del 2019 formó parte del elenco principal de la película Better Days donde dio vida a Xiao Bei.
El 20 de enero del 2020 se unió al elenco principal de la serie Forward Forever donde interpretó a Ah Yi, hasta el final de la serie el 15 de marzo del mismo año.

### Música
En 2009, se convirtió en miembro del grupo chino "Fashion Youngsters", sin embargo dejó el grupo en 2011. Antes de debutar con "TFBoys" lanzó su primer sencillo en solitario titulado "Dream Skyscraper". En 2013, realizó su debut oficial como miembro del grupo "TFBoys" junto a Karry Wang y Roy Wang, en donde ha sido reconocido por su talento para el baile así como sus coreografías.
Ese mismo año apareció en el video musical "Father" del concursante de la Voz China, Chang Hohsuan. En noviembre de 2016, lanzó su segundo sencillo en solitario titulado "You Say", el cual fue producido por el productor musical Lee Wei Song y escrito por Lee-Hom Wang. En noviembre de 2017, colaboró con otras 16 celebridades en la canción "Embracing You", que sirvió como tema para el 30.º Día Mundial del sida.
Ese mismo mes lanzó su primer sencillo en inglés, titulado "Nothing to Lose", el cual fue producido por Harvey Mason Jr., mientras que Jackson participó en la escritura de las letras. Cinco días después lanzó otro sencillo titulado "Unpredictable", el cual fue producido por David Gamson y las letras escritas por Dave Gibson. Ambas canciones ocuparon el número dos y uno, respectivamente en el FreshAsia Music Chart.

## Filmografía

### Películas
| Año  | Título                                  | Personaje        | Notas                                                                                                |
| ---- | --------------------------------------- | ---------------- | --- |
| 2025 | Resurrection                            |                  | |
| 2024 | She's Got No Name                       | Song             | |
| 2023 | Man Jiang Hong                          | Sun Jun          | |
| 2022 | Nice view                               | Jing Hao         | Junto a Tian Yu, Chen Halin, Qi Xi, Gong Lei, Xue Junchong, Wang Ning, Huang Yao y Gong Jinguo       |
| 2022 | The Battle at Lake Changjin II          | Wu Wanli         | Junto a Wu Jing, Kevin Lee y John F. Cruz                                                            |
| 2021 | The Battle at Lake Changjin             | Wu Wanli         | Junto a Wu Jing, Kevin Lee y John F. Cruz                                                            |
| 2021 | A Little Red Flower                     | Wei Yihang       | Junto a Liu Haocun, Yuanyuan Zhu y Yalin Gao                                                         |
| 2020 | L.O.R.D: Legend of Ravaging Dynasties 2 | -                | Junto a Fan Bingbing, Kris Wu, Chen Xuedong, Lin Yun, Roy Wang, William Chan, Amber Kuo y Karry Wang |
| 2019 | Most Beautiful Performance              | -                | Cortometraje; junto a Hu Ge y Shu Qi                                                                 |
| 2019 | Better Days                             | Liu Bei Shan     | Junto a Zhou Dongyu, Yin Fang, Huang Jue y Zhang Yao                                                 |
| 2017 | GG Bond: Guarding                       | Joven Misterioso | Junto a Chen Yi, Zhang Zikun, Rong Yan, Zhuang Chengsong y Li Taicheng                               |
| 2015 | The Little Prince                       | Pequeño Príncipe | Doblaje en mandarín                                                                                  |
| 2015 | Mr. Six                                 | Él mismo         | Junto a Feng Xiaogang, Zhang Hanyu, Xu Qing, Li Yifeng, Kris, Liu Hua, Roy Wang y Karry Wang         |
| 2015 | Pound of Flesh                          | Grupo Musical    | junto a Jean-Claude Van Damme, Darren Shahlavi, Aki Aleong, John Ralston, Roy Wang y Karry Wang      |
| 2013 | The Legend of Yunchu Temple             | Fugui            | Cortometraje                                                                                         |
| 2013 | Snail                                   | Changshu         | Cortometraje                                                                                         |
| 2013 | Keep Up                                 | Hsiao-chieh      | Cortometraje                                                                                         |

### Series de televisión
| Año  | Título                      | Personaje             | Notas        |
| ---- | --------------------------- | --------------------- | ------------ |
| 2020 | Forward Forever             | Ah Yi                 | 58 episodios |
| 2019 | The Longest Day in Chang'An | Li Bi                 | 48 episodios |
| 2018 | Yan Shi Fan: New Youth      | Yi                    |              |
| 2017 | Boy Hood                    | Yin Ke                |              |
| 2017 | Song of Phoenix             | Qu Yuan (de joven)    | 12 episodios |
| 2016 | Noble Aspirations           | Xiao Qi               | 6 episodios  |
| 2016 | Love for Separation         | Song Yunzhe           | 3 episodios  |
| 2016 | Finding Soul                | Chen Haoxuan          | (webserie)   |
| 2014 | Surprise                    | -                     | (cameo)      |
| 2014 | Hi-Tech Belle               | Hermano de Lee Kenan  | (cameo)      |
| 2011 | Super Equipment Kids        | Hsiang-Tzu            |              |
| 2010 | Iron Pear                   | Zhang Jian (de joven) |              |

### Programa de variedades
| Año                               | Programa                                            | Notas                                                           |
| --------------------------------- | --------------------------------------------------- | --------------------------------------------------------------- |
| 2020                              | We Are Young                                        | invitado                                                        |
| 2020                              | Welcome Back to Sound (Friends, Please Listen Well) | miembro                                                         |
| 2020                              | From Strength to Strength: A Decade Ahead           |                                                                 |
| 2017, 2018, 2020 2015, 2016, 2017 | Happy Camp                                          | 5 episodios - invitado 8 episodios - invitados - junto a TFBOYS |
| 2018                              | Trust in China                                      | miembro                                                         |
| 2018                              | PhantaCity                                          | (ep. #1) - invitado                                             |
| 2018                              | Street Dance of China                               | capitán y mentor                                                |
| 2018                              | National Treasure                                   | (ep. #7) - invitado                                             |
| 2018                              | Shake It Up (Let's Shake It)                        | participante                                                    |
| 2018                              | CCTV 6 MTalk. Performers' Statement                 | miembro                                                         |
| 2017                              | The Inn                                             | invitado                                                        |
| 2017                              | Let Go of My Baby Season 2                          | miembro                                                         |
| 2016, 2017                        | Ace vs Ace                                          | 2 episodios - (ep. #1.07, 2.02) - invitado - junto a TFBOYS     |
| 2015                              | Run for Time: Season 1                              | miembro                                                         |
| 2014                              | Day Day Up                                          | invitado - junto a TFBOYS                                       |
| 2012                              | Up Young                                            | concursante                                                     |

### Apariciones en videos musicales
| Año  | Artista       | Canción         | Notas |
| ---- | ------------- | --------------- | ----- |
| 2017 | Mayday        | "Almost Famous" |       |
| 2013 | Chang Hohsuan | "Father"        |       |

### Endorsos / Anuncios
| Año           | Título                          | Notas                                |
| ------------- | ------------------------------- | ------------------------------------ |
| 2020-presente | McDonald’s                      | Embajador en China                   |
| 2019-presente | Adidas Neo Star Wars Collection | junto a Dilraba Dilmurat             |
| 2019-presente | Oral-B                          | Portavoz                             |
| 2019-presente | Bai Cao Wei                     |                                      |
| 2018-presente | Adidas Neo                      | junto a Dilraba Dilmurat y Zheng Kai |
| 2019          | Givenchy                        |                                      |
| -             | Adidas                          |                                      |

### Embajador
| Año   | Título                                                                              | Notas                                     |
| ----- | ----------------------------------------------------------------------------------- | ----------------------------------------- |
| 2021- | Tiffany & Co.                                                                       | (Portavoz global)                         |
| 2021- | Emporio Armani                                                                      | (Portavoz global)                         |
| 2020- | BMW                                                                                 | (Portavoz generacional)                   |
| 2020- | Cornetto                                                                            | (Portavoz)                                |
| 2020- | Armani Cosmetic - Men Skincare Line                                                 | (Portavoz)                                |
| 2019- | China Fire and Rescue                                                               | (Imagen de bienestar público)             |
| 2019  | Central Academy of Drama’s 8th International Theatre Academy Awards (Acting Awards) | (Representante estudiantil de la escuela) |
| 2019- | Adidas Originals                                                                    | (Portavoz de la marca en China)           |
| 2019- | Rimowa                                                                              | (Portavoz de la marca en China)           |

### Revistas / sesiones fotográficas
| Año  | Título                  | Notas                                                                 |
| ---- | ----------------------- | --------------------------------------------------------------------- |
| 2020 | New Weekly              |                                                                       |
| 2020 | T Magazine China        | (publicación de junio)                                                |
| 2020 | ELLE China              | (publicación de mayo)                                                 |
| 2020 | Armani Beauty           |                                                                       |
| 2020 | GQ China                | (publicación de marzo)                                                |
| 2020 | 出色WSJ.                | (publicación de febrero)                                              |
| 2020 | Marie Claire China      | (publicación de enero)                                                |
| 2020 | Vogue China             | (publicación de enero) - junto a Hu Ge, Zhou Xun, Liu Wen y Li Yuchun |
| 2019 | Vogue China             | (publicación de diciembre)                                            |
| 2019 | L’Officiel China        | (publicación de diciembre)                                            |
| 2019 | China Profiles Magazine |                                                                       |
| 2019 | Cosmopolitan China      | (publicación de noviembre)                                            |
| 2019 | GQ China                |                                                                       |

### Eventos
| Año  | Título                                               | Notas                                                       |
| ---- | ---------------------------------------------------- | ----------------------------------------------------------- |
| 2020 | From Strength to Strength: A Decade Ahead            |                                                             |
| 2020 | Huawei Nova 7 Online Press Conference                |                                                             |
| 2020 | Nice to Meet Poetry                                  | (Special Spring Poetry Livestream)                          |
| 2020 | CCTV Spring Festival Gala 2020                       | junto a TFBOYS                                              |
| 2020 | 2019 Weibo Awards Ceremony                           | junto a TFBOYS                                              |
| 2020 | 2019 Tencent Entertainment White Paper Awards        |                                                             |
| 2019 | 2019-2020 New Year’s Countdown Gala                  | junto a TFBOYS - (Hunan TV New Year Countdown Concert 2020) |
| 2019 | 2019 Tencent Music Entertainment Awards              | junto a TFBOYS                                              |
| 2019 | 2019 iQiYi Scream Night                              | junto a TFBOYS                                              |
| 2019 | Sina Weibo's Most Beautiful Performance Series       |                                                             |
| 2019 | 2019 Bazaar Stars Charity Night                      |                                                             |
| 2019 | Vogue China - Annual Fashion Film Gala               |                                                             |
| 2019 | Zhejiang TV’s - T-Mall 11.11 Gala                    | (interpretó la canción "Fall")                              |
| 2019 | Hunan TV 70th Anniversary of the PRC Concert         |                                                             |
| 2019 | 70th Anniversary of the PRC Film Recommendation Gala |                                                             |

## Discografía

Jackson Yee en noviembre del 2017.

### Conciertos
| Año  | Título                                                  | Notas                         |
| ---- | ------------------------------------------------------- | ----------------------------- |
| 2019 | 1st. Solo Concert                                       | en Shanghái                   |
| 2019 | 6th Anniversary Concert - "Confession (告白) The Fever" | junto a Karry Wang y Roy Wang |

### Álbumes
| Título                         | Detalles |
| ------------------------------ | --- |
| "Temperature Curve" (温差感)   | - Lanzamiento: 20 de diciembre de 2019 - Sello: Time Fengjun Entertainment Ver listaLista de canciones # "入梦" (Intro) 1. "末日长河" (The Last River) 2. "牺牲的一半" (Keep Colorful) 3. "再一, 再二, 再三" (Again and Again) 4. "两个傍晚的月亮" (Moon) 5. "Gone" 6. "酣然" (Interdule) 7. "冷静和热情之间" (Between Dreams) 8. "Fall" 9. "I Adore You" 10. "陷落美好" (Free Falling) 11. "念想" (Better Us) (Versión a piano) 12. "初醒" (Outro)                   |
| "Back Seat Theater" (后座剧场) | - Lanzamiento: 27 de noviembre de 2020 - Sello: Time Fengjun Entertainment Ver listaLista de canciones 1. 39 km 2. "野花" (Wildflowers) 3. 38,7 km 4. "爱情鸟" (Lovebird) 5. 35 km 6. "亲密爱人" (Sweetheart) 7. 4 km 8. "孤独的人是可耻的" (Shameful Being Left Alone) 9. 0,5 km 10. "爱的箴言" (The Proverbs of Love) 11. 0,01 km 12. "送别" (Farewell) |
| "Liu Yanfen" (刘艳芬)          | - Lanzamiento: 25 de abril de 2023 - Sello: Tencent Music Entertainment Ver listaLista de canciones 1. 20:55 2. "九里庄人才中心" (Jiulizhuang Talent Center) 3. 21:00 4. "你好，我是____" (Hello, I am ____) 5. "冷屁股" (Cold Shoulder) 6. "霓裳" (Nichang) 7. 22:12 8. "五光十色" (Technicolor) 9. 22:28 10. "彳亍" (Walk Slowly) 11. 22:33 12. "白日猫" (Cat in the Daytime) 13. "她等在午夜前" (She Waited Till Midnight) 14. "23:00" 15. "同乘" (Sharing a Ride) |

### EP
| Título                                         | Detalles |
| ---------------------------------------------- | --- |
| Firing in Nothingness (我乐意沉默释放内心烟火) | - Lanzamiento: 28 de noviembre de 2018 - Sello: Time Fengjun Entertainment Ver listaLista de canciones 1. "Don't Tie Me Down" 2. "亲爱的，这里没有一个人" (Colorful Human) 3. "灾" (Overrun) 4. "恒温动物" (Warm Blooded) 5. "舒适圈" (Unique Zone) 6. "Nothing to Lose" (En vivo) 7. "Don't Tie Me Down" (Instrumental) 8. "亲爱的，这里没有一个人" (Colorful Human) (Instrumental) 9. "灾" (Overrun) (Instrumental) 10. "恒温动物" (Warm Blooded) (Instrumental) 11. "舒适圈" (Unique Zone) (Instrumental) |
| Keystone (楔石)                                | - Lanzamiento: 9 de junio de 2025 Ver listaLista de canciones 1. "楔木" (Wooden Wedge) 2. "逢石" (Fengshi) 3. "山花" (Mountain Flower) 4. "步语" (Walking Thoughts) |

### Sencillo
| Año  | Título                          | Posición en la Tabla | Posición en la Tabla  | Álbum                  | Notas |
| Año  | Título                          | CHN Baidu Chart      | CHN Billboard V Chart | Álbum                  | Notas |
| ---- | ------------------------------- | -------------------- | --------------------- | ---------------------- | ----- |
| 2019 | "Thoughts"                      | —                    | —                     | OST de "Better Days"   | —     |
| 2017 | "Unpredictable"                 | —                    | —                     | —                      | —     |
| 2017 | "Nothing to Lose"               | —                    | —                     | —                      | —     |
| 2017 | "Embracing You" (拥抱你)        | —                    | —                     | —                      | —     |
| 2017 | "The Lament" (离骚)             | —                    | 1                     | OST de Song of Phoenix | —     |
| 2016 | "You Say" (你说)                | —                    | —                     | —                      | —     |
| 2013 | "Dream Skyscraper" (夢想摩天樓) | —                    | —                     | —                      | —     |

### Otros
| Año  | Título               | Álbum                                                     | Notas                                                                  |
| ---- | -------------------- | --------------------------------------------------------- | ---------------------------------------------------------------------- |
| 2020 | Manual of Youth      | Canción durante los "2019 Weibo Awards Ceremony"          | (versión acústica) - junto a TFBOYS                                    |
| 2020 | Adore                | Canción durante los "2019 Weibo Awards Ceremony"          | junto a TFBOYS                                                         |
| 2020 | Confession           | Canción durante los "2019 Weibo Awards Ceremony"          | junto a TFBOYS                                                         |
| 2020 |                      | Canción promocional de "Leap"                             |                                                                        |
| 2019 | Starry Oceans        | -                                                         | junto a Karry Wang, Zhou Dongyu, Arthur Chen, Xu Weizhou y Dong Zijian |
| 2019 | My Friend            | Interpretación en los "Tencent Music Entertainment Award" | junto a Karry Wang y Roy Wang                                          |
| 2019 | The First Confession | Interpretación en los "Tencent Music Entertainment Award" | junto a Karry Wang y Roy Wang                                          |
| 2019 | Don’t Tie Me Down    | -                                                         | Canción para "2019 Bazaar Stars Charity Night"                         |

## Embajador y apoyo social
En junio del 2016 China Green Foundation eligió a Jackson como su enviado para su Proyecto de Alivio de la Pobreza en los Ecosistemas (en inglés: "Poverty Alleviation in Ecosystem Project"). Ese mismo mes se anunció que habían establecido el  "Jackson Yee Fans Public Welfare Foundation", cuya iniciativa de caridad era dirigida únicamente por sus fanáticos.
En marzo del 2017 fue nombrado Embajador de caridad del Fondo de Niños y Adolescentes de China (en inglés: "China Children and Teenagers' Fund") como parte del Proyecto Musical Infantil, el cual ayuda a los niños en estado de pobreza a realizar sus sueños musicales.
En mayo del mismo año fue nombrado Embajador del Turismo Danés en conjunto con el Año del Turismo Danés-Chino. 
El mismo mes se anunció que Jackson sería uno de los que recibirían la Medalla del 4 de Mayo, otorgada por la Liga Juvenil Comunista China (CCYL) a jóvenes sobresalientes que han logrado logros notables en la agricultura, investigación de alta tecnología, cobertura de noticias, política y derecho, así como ejército y policía.
En junio fue elegido como uno de los Defensores del Control del Tabaco de China por la Organización Mundial de la Salud. 
En septiembre del mismo año fue nombrado el Primer Embajador de Imagen y "Protector" de la Gran Muralla china (El embajador de Protección y Bienestar Público de la Gran Muralla) por la Fundación China para la Conservación del Patrimonio Cultural.
En noviembre fue invitado por la Organización Mundial de la Salud a Ginebra como uno de los cuatro líderes juveniles de China, para pronunciar un discurso en el que se pedía la eliminación de la discriminación por el sida. Poco después recibió el título de Enviado Especial de Salud de la OMS en China. 
En su concierto de cumpleaños celebrado el 28 de noviembre del mismo año, anunció el establecimiento del "Jackson Yee Fund", cuyo primer paso fue el de ayudar a recaudar 1.5 millones de yuanes ($227,000) para apoyar a un programa de caridad para la Fundación China para el Alivio a la Pobreza, ayudando a más de 2,000 niños rurales y "abandonados", cuyos padres se habían tenido que mudar a áreas urbanas para ganarse la vida con trabajos temporales.
En diciembre fue nombrado como el primer Embajador Creativo Juvenil Internacional de Adidas Neo.
En enero del 2018 fue nombrado como una de las 10 estrellas de caridad más influyentes por Sina.
En agosto del mismo año se anunció que la marca del cuidado del cabello Vidal Sassoon, lo había nombrado como uno de sus voceros globales para encarnar el espíritu de su filosofía "Anti-Flat Hair, Anti-Flat Me".
Ese mismo mes Bottega Veneta anunció que habían elegido a Jackson como su primer portavoz de celebridades en la región de Asiay el Pacífico.

## Premios y nominaciones
| Año  | Categoría                                         | Premio                                                       | Trabajo                     | Resultado |
| ---- | ------------------------------------------------- | ------------------------------------------------------------ | --------------------------- | --------- |
| 2020 | Best Actor                                        | 33rd Golden Rooster Award                                    | Better Days                 | Nominado  |
| 2020 | Best Newcomer                                     | 14th Asian Film Award                                        | Better Days                 | Ganó      |
| 2020 | Best Newcomer                                     | 35th Hundred Flowers Award                                   | Better Days                 | Ganó      |
| 2020 | Best New Performer                                | 39th Hong Kong Film Award                                    | Better Days                 | Ganó      |
| 2020 | Best Actor                                        | 39th Hong Kong Film Award                                    | Better Days                 | Nominado  |
| 2020 | Best Actor                                        | 26th Hong Kong Film Critics Society Award                    | Better Days                 | Nominado  |
| 2020 | Hot Figure of the Year                            | 2019 Weibo Awards Ceremony                                   | -                           | Ganó      |
| 2020 | Weibo 10 Years Influential Group (junto a TFBOYS) | 2019 Weibo Awards Ceremony                                   | -                           | Ganaron   |
| 2019 | Film Actor of the Year                            | 2019 Tencent Entertainment White Paper Award                 | Better Days                 | Ganó      |
| 2019 | Reputable Variety Artist of the Year              | 2019 Tencent Entertainment White Paper Award                 | -                           | Ganó      |
| 2019 | Most Commercially Valuable Artist                 | 2019 Tencent Entertainment White Paper Award                 | -                           | Ganó      |
| 2019 | Group of the Year (junto a TFBOYS)                | 2019 Tencent Music Entertainment Award                       | -                           | Ganaron   |
| 2019 | Scream Night Group Award (junto a TFBOYS)         | 2020 iQiYi Scream Night                                      | -                           | Ganaron   |
| 2019 | Most Watched Actor                                | 8th China Student Television Festival                        | The Longest Day in Chang'an | Ganó      |
| 2019 | Best Newcomer                                     | Golden Bud - The Fourth Network Film And Television Festival | The Longest Day in Chang'an | Nominado  |
| 2019 | Best Actor                                        | 26th Huading Award                                           | The Longest Day in Chang'an | Ganó      |
| 2019 | Top Ten Favorite Actors                           | 26th Huading Award                                           | The Longest Day in Chang'an | Nominado  |
| 2019 | Best Actor (Web series)                           | 6th The Actors of China Award Ceremony                       | The Longest Day in Chang'an | Nominado  |
| 2018 | Male Singer of the Year                           | 7th iQiyi All-Star Carnival                                  | -                           | Ganó      |
| 2017 | Popular Idol of the Year                          | GQ Men of the Year Award                                     | -                           | Ganó      |
| 2017 | Attractive Celebrity of the Year                  | Bazaar 2017 Men of the Year Award                            | -                           | Ganó      |
| 2017 | Popular Idol of the Year                          | 10th Elle Style Award                                        | -                           | Ganó      |
| 2017 | Mandarin Song of the Year                         | Billboard Radio China                                        | "The Lament"                | Ganó      |
| 2017 | Top Ten Songs                                     | Fresh Asia Chart Festival                                    | "The Lament"                | Ganó      |
| 2017 | Top Ten Songs                                     | Fresh Asia Chart Festival                                    | "You Say"                   | Ganó      |
| 2016 | Most Popular Variety Idol                         | 16th Top Chinese Music Award                                 | -                           | Ganó      |
| 2016 | Most Popular Newcomer                             | 16th Top Chinese Music Award                                 | -                           | Ganó      |
| 2016 | Most Popular Idol                                 | 16th Top Chinese Music Award                                 | -                           | Ganó      |